# Willie Henderson
Willie Henderson est un footballeur international écossais (29 sélections, 5 buts) né le 24 janvier 1944 à Caldercruix (North Lanarkshire) ayant évolué au Glasgow Rangers (Écosse) et à Sheffield Wednesday (Angleterre). Il fait partie du Rangers FC Hall of Fame et du Scottish Football Hall of Fame, depuis 2006, lors de la troisième session d'intronisation.
Il a gagné un championnat d'Écosse de football.